# Выползово (Ульяновская область)
Вы́ползово — село в Сурском районе Ульяновской области в составе Никитинского сельского поселения, у реки Барыш.

## История
Село Выползово основано в 1670 году дворянами Утинскими на полученных за государеву службу землях. Ранее оно называлось Благовещенское.
В 1780 году село Выползово, при речке Барыше, помещичьих крестьян, вошло в состав Котяковского уезда. С 1796 года — в Алатырском уезде Сибирской губернии.
В 1859 году село Выползово во 2-м стане Алатырского уезда Сибирской губернии, имелась церковь и несколько шляпных заведений.
В 1893 году прихожанами была построена деревянная церковь. Престолов в ней два: главный (холодный) во имя Святителя и Чудотворца Николая и в приделе (тёплый) — во имя свв. первоверховных Апостолов Петра и Павла. При ней была открыта церковно-приходская школа.
В 1905 году по России прокатилась волна крестьянских бунтов. В селе были разгромлены усадьбы помещиков Мятлева и Николаевой.
В 1913 году в селе насчитывалось 187 дворов и 1081 житель.
С 1928 года село в Промзинском районе (Сурский район).
В 1930 году в селе был организован колхоз «Красный кустарь».
В 1938 году была закрыта церковь, в этом помещении во время войны было зернохранилище, а в 50-х годах здание реконструировано под сельский клуб.
В Великую Отечественную войну на фронте погибло 117 сельчан, их имена включены в «Книгу Памяти». В тылу погибло от голода 260 человек. Вернулось с войны 87 человек.
В 50-е годы на месте старого колхоза образовали новый — «За коммунизм» путем объединения трех малых колхозов: «Красный кустарь» (с. Выползово), «Наша сила» (с. Красные Горы), «Путь правды» (с. Малый Барышок).
В 1960 году «За коммунизм» вошёл в состав Конезавода № 84 (с. Выползово, с. Малый Барышок). Затем Выползовское отделение вошло в совхоз «Красногорский».
В 1977 году происходит реорганизация больших совхозов. На месте отделения образовался совхоз «Бутурлинский», названный так в честь ученого-орнитолога С. А. Бутурлина.
В 1984 году совхоз «Бутурлинский» становится подсобным хозяйством Ульяновского автомобильного завода.
В 1991 году были построены новая двухэтажная школа, детский сад, столовая, котельная.
В 2002 году подсобное хозяйство АвтоУАЗ «Бутурлинский» было реорганизовано в ООО «Бутурлинское».

## Население
| 2010 |
| ---- |
| 464  |

## Достопримечательности
- В послевоенные годы в память о погибших в ВОВ в центре села был сооружен обелиск «Павшим воинам»[6].
- «Церковь Николая Чудотворца (православный приходский однопрестольный храм)», 1893 г., поставленный на государственную охрану Распоряжением Главы администрации Ульяновской области от 29.07.1999 № 959-р.